# Fluxinella lenticulosa
Fluxinella lenticulosa är en snäckart som beskrevs av B.A. Marshall 1983. Fluxinella lenticulosa ingår i släktet Fluxinella och familjen Seguenziidae. Inga underarter finns listade i Catalogue of Life.